# Robert Murdoch Smith
Pour les articles homonymes, voir Robert Smith et Smith.
Robert Murdoch Smith (Kilmarnock, 18 août 1835-Édimbourg, 3 juillet 1900) est un archéologue et diplomate britannique.

## Biographie

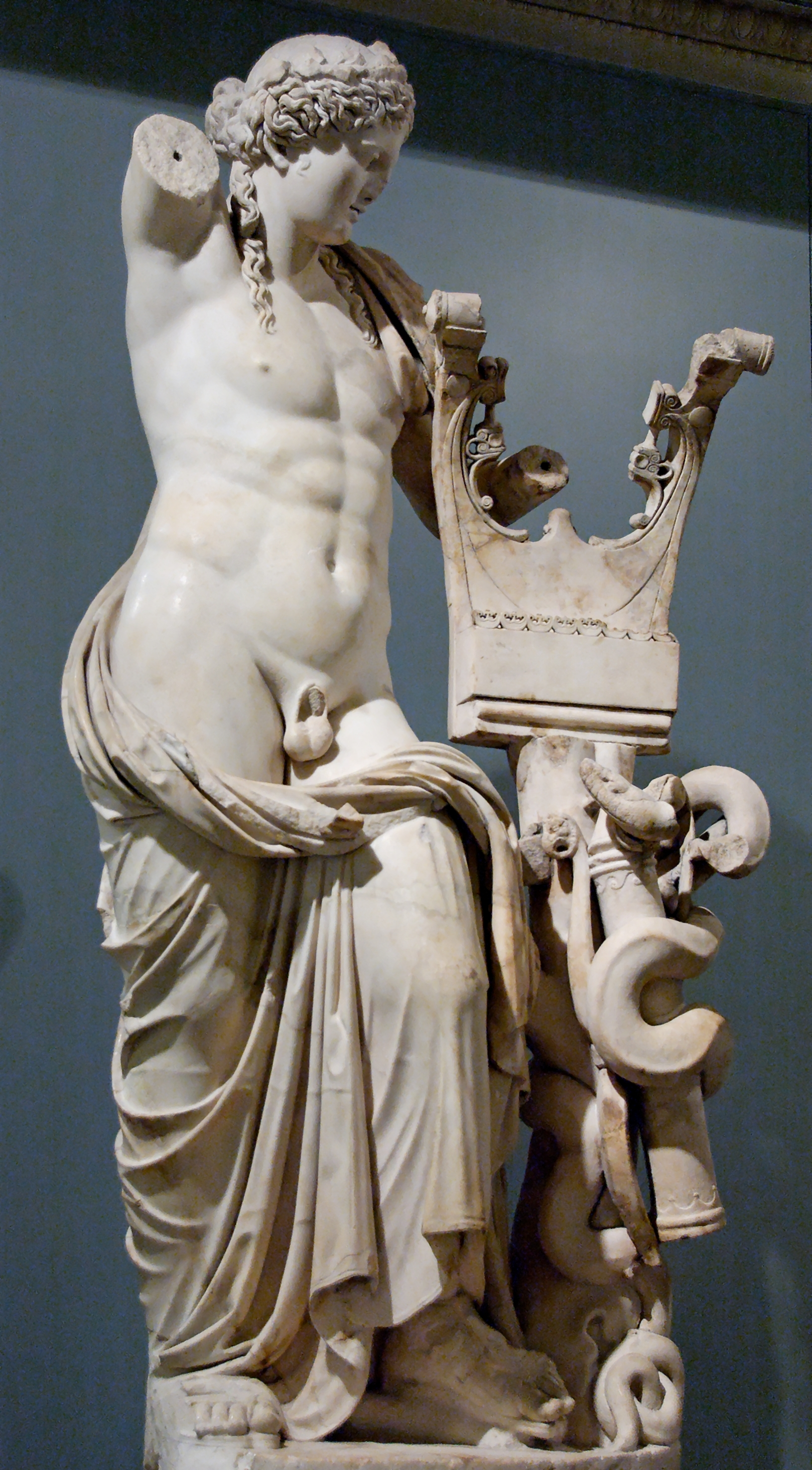
L'Apollon de Cyrène, l'une des 121 pièces découvertes par Smith

Officier de marine, il fait partie du commandement du Gorgon, navire mis à la disposition de Charles Thomas Newton par la Royal Navy pour dégager le mausolée de Bodrum-Halicarnasse. Il reconnaît alors l'ensemble du site, précise à Newton l'emplacement exact du monument et en dresse le plan.
Directeur des fouilles à Cnide lors de l'absence de Newton, il organise l'embarquement du Lion.
En 1860-1861, il dirige avec son ami le lieutenant E.A. Porcher, une difficile mais fructueuse expédition à Cyrène et ramène de nombreuses sculptures pour le British Museum.
En 1885, il est nommé directeur du musée de la science et de l'art d’Édimbourg (aujourd'hui musée national d’Écosse et est fait chevalier-commandeur de l'ordre de Saint-Michel.

## Travaux
- History of the recent Discovery at Cyrene made during an Expedition to the Cyrenaica in 1860-1861, avec E.A. Porcher, 1864
- The Life of Major-General Sir Robert Murdoch Smith, 1901 (autobiographie)